# Oecetis caelum
Oecetis caelum là một loài Trichoptera trong họ Leptoceridae. Chúng phân bố ở miền Cổ bắc.